# Шарлін Пікон
Шарлін Пікон (фр. Charline Picon, нар. 23 грудня 1984, Руаян, Франція) — франзуцька яхтсменка, олімпійська чемпіонка 2016 року.

## Виступи на Олімпіадах
| Олімпіада           | Дисципліна  | Місце |
| ------------------- | ----------- | ----- |
| Лондон 2012         | віндсерфінг | 8     |
| Ріо-де-Жанейро 2016 | віндсерфінг | 1     |
| Токіо 2020          | віндсерфінг | 2     |

## Зовнішні посилання
- Шарлін Пікон — олімпійська статистика на сайті Sports-Reference.com (англ.) (архівна версія)